# Napraforgó (növényfaj)

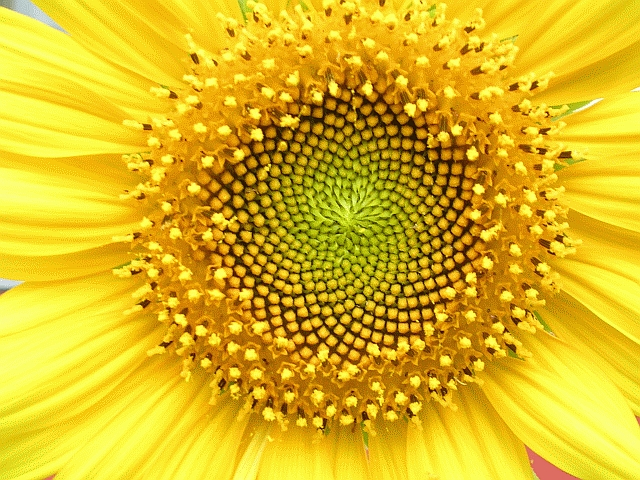
Virága

A napraforgó (Helianthus annuus) az őszirózsafélék (Asteraceae) családjában a Heliantheae nemzetségcsoport egyik legismertebb faja. Kedvelt haszonnövény, a szántóföldi növények egyike. Olajának kedvező élettani hatásai miatt gyógynövénynek számít. Ez Magyarországon a legfontosabb, a legnagyobb területen termesztett olajnövény.

## Származása, elterjedése
Észak-Amerika nyugati feléről (a pacifikus–észak-amerikai flóraterületről) származik. Az indiánok már 3000 éve termesztették. Európába 1569-ben spanyol hódítók hozták át és eleinte dísznövényként termesztették. Még a 16. században átjutott Ázsiába és Afrikába is.
Kertészeti változata a dísznapraforgó (ez több faj, alfaj, illetve változat összefoglaló neve). Haszonnövénnyé azután vált, miután Arthur Bunyan 1716-ban Angliában szabadalmaztatta a napraforgóolaj sajtolásának módszerét – ez előtt Magyarországon is dísz-, illetve szegélynövénynek ültették.
Először, olajtartalmuk miatt a 19. században, Oroszországban ültettek hatalmas napraforgómezőket.
Magyarországon még a második világháború után is sokáig alapvetően takarmánynövény volt. A termékváltást a nagyobb olajtartalmú fajták, majd (1975-től) a nagyobb hozamú hibridek behozatala alapozta meg. Az 1970-es évek végétől olaja keresett exportcikké vált; termőterülete 300 000 ha fölé nőtt. Ennek eredményeként termésátlaga jelentősen emelkedett, és a '70-es évek első felére jellemző 1,2 t/ha után a '80-as–'90-es években 2,0 t/ha körül stabilizálódott. A rendszerváltás után egy bő évtizedre átmenetileg visszaesett, majd meredeken emelkedni kezdett, és 2004-ben már 2,33 t/ha-ral (Franciaország mögött) a második legnagyobb volt a világon. Termőterülete a '80-as évek közepén érte el a 350 000 ha-t, majd gyorsuló ütemben nőtt tovább – a rendszerváltás óta 300 000 és 550 000 ha (jellemzően 380 000 és 470 000 ha) között ingadozik; mélypontja 2000–2001-ben volt. Az utóbbi évek 500 000 ha fölötti területe teljes szántóföldi termőterületünk több mint 10%-a.

## Megjelenése, felépítése
1–3 m magasra növő, el nem ágazó szárú, kórós lágyszárú. Szára dudvás, belül szivacsos; érés közben durva, érdes felületű, fásodott kóróvá alakul. A régebben termesztett tájfajták magasabbak (2,5–3,2 m), száruk időnként elágazó, többtányéros. Nagyüzemi termesztésre csak az alacsony vagy középmagas (1–2 m), bókoló, és el nem ágazó, egytányérú fajták alkalmasak.
Gyökérzete fejlett. A mélyre hatoló főgyökérből dúsan fejlődő oldalgyökerei 60–70 cm mélységig átszövik talajt. Ezeket a sűrűn növő, fehér gyökereket „esőgyökereknek” is nevezik, mert tömegesen akkor fejlődnek ki, ha a napraforgó sok csapadékot kap. Ennek hiányában a vizet a mélyebbre nyúló és ugyancsak nagy szívóerejű gyökereivel veszi fel.
Nagy, szív alakú, serteszőröktől érdes, mellékeres levelei szórtan állnak, nyéllel kapcsolódnak a szárhoz.
Fészekvirágzatának (fészek, tányér) peremén fészekpikkelyek találhatók. A tányér szélén vannak a rovarok csalogatására szolgáló, sárga, nyelves virágok. A tányér közepe felé haladva, szabályos körökben helyezkednek el a hímnős csöves virágok, amelyekben a porzók előbb érnek, mint a bibe. Ezért a napraforgókat kölcsönös beporzással, rovarok termékenyítik meg. A virágzat átmérője eléri a 40 cm-t is, virágzási ideje július és szeptember között van.
Termése a fajtától függő színű és méretű, egymagvú kaszat.

## Életmódja, termőhelye
Egyéves, meleg- és fényigényes, nem fagytűrő. A szárazságot meglehetősen jól tűri, de nagy termésekhez kedvező eloszlású és mennyiségű csapadékot igényel. Növekedése kezdetén teljes vízigényének kevesebb mint ötödével beéri, a tányérkezdemény kialakulásától a virágzás idejéig ez 40–45%-ra emelkedik, az olajképződéskor pedig néhány százaléknyit csökken. Ha ezek az időszakok csapadékhiányosak, a magokban kevesebb lesz az olaj.
Szinte bármilyen talajon megél, de hozama a rosszabb termőhelyeken lényegesen kisebb. Magyarországon a kezdeti alacsony termésátlagok fő oka az volt, hogy a napraforgót az igénytelen növények közé sorolták, és nagyobbrészt csak gyengébb talajokon termesztették – eleinte utak, kukorica- és burgonyatáblák szélén vetettek egy-két sort, később a más szántóföldi növények termesztésére alkalmatlan területeket hasznosították vele. A talajok nyers tápanyagát és vízkészletét jól hasznosítja. Megfelelő termőhelyen rendkívül nagy tápanyagigényű növény, amely valósággal „kirabolja a talajt”. Fajlagos tápanyagigénye 100 kg főtermésre számítva:
- 4,1 kg N,
- 3 kg P2O5,
- 7 kg K2O;

– ez összesen 14,1 kg vegyes NPK hatóanyag; a tápanyagok aránya 1:0,7:1,7. A túlzott nitrogénbőség fölerősíti a gombakártevőket és rontja az olajképződést.
Egy-egy területre csak 5-6 évenként vethető, különben kártevői felszaporodnak.

## Kórokozói
- szklerotínia (Sclerotinia sclerotiorum) – fehérpenészes szár- és tányérrothadás;
- botritisz (Botrytis cinerea) – szürkepenészes szár- és tányérrothadás;
- diaporte (Diaporthe helianthi) – diaportés betegség (szárfoltosság és korhadás);

## Felhasználása
Magjának bele vitaminokat (E-vitamint, B1, B6, folát, B3), foszfort, vasat, káliumot, növényi zsírokat és sok fehérjét tartalmaz.
A napraforgószirmokból készített teában lévő összetevők bizonyítottan vízhajtó, lázcsökkentő és sebgyógyító hatásúak.
A magbél (szotyola vagy makuka) nyersen, olajban sütve, vagy szárazon pirítva is ehető. A nyers mag csíráztatva és salátákba, szendvicsek tetejére szórható. Virágrügyeit nyersen salátákba teszik, párolva zöldségként ehető. Értékes, sütésre is alkalmas olaj sajtolható belőle.
A napraforgóolajat eleinte a bőr- és gyapjúfeldolgozásban használták, étkezési célokra csak a 19. század eleje óta veszik igénybe, de eleinte igen korlátozottan. A 20. század elején az olaj többségéből szappant főztek vagy festéket gyártottak, élelmezési felhasználása az 1940-es években vált tömegessé. Korunkban nagyobbrészt étolajként hasznosítjuk, de a margarin és a szappan gyártásának is fontos alapanyaga. Az olaj előállításakor visszamaradó extrahált darát fehérjedús takarmányként állatoknak adják.
Nemcsak fontos olajnövény, de értékes zöldtakarmány is. A másodnövényként sűrűn vetett napraforgó a legbiztosabb zöldtrágyanövény az ország bármely területén.

## Termesztése
A napraforgó az egyik legfontosabb és legelterjedtebb olajnövény a világon. 2021-ben a napraforgót több mint 70 országban termesztették, és az éves termés mennyisége meghaladta az 59 millió tonnát. 
A világ legnagyobb napraforgómag termelői közé tartozik Ukrajna, Oroszország, Argentína, Kína és Románia. Ezek az országok a 2021-es termelésük alapján az első öt helyen álltak. 2021-ben Ukrajna és Oroszország az éves termés több mint felét (54%) adták a világ napraforgómag termelésének. 
A napraforgómagból sajtolt napraforgóolajat széles körben felhasználják élelmiszerként, valamint állati takarmánynak és bioüzemanyagként is. Az utóbbi években az amerikai és az európai termelők egyre inkább versenyeznek a fejlődő országokból származó olcsóbb napraforgómagokkal, és az olaj ára is gyakran ingadozik a globális piacokon.

## Képek

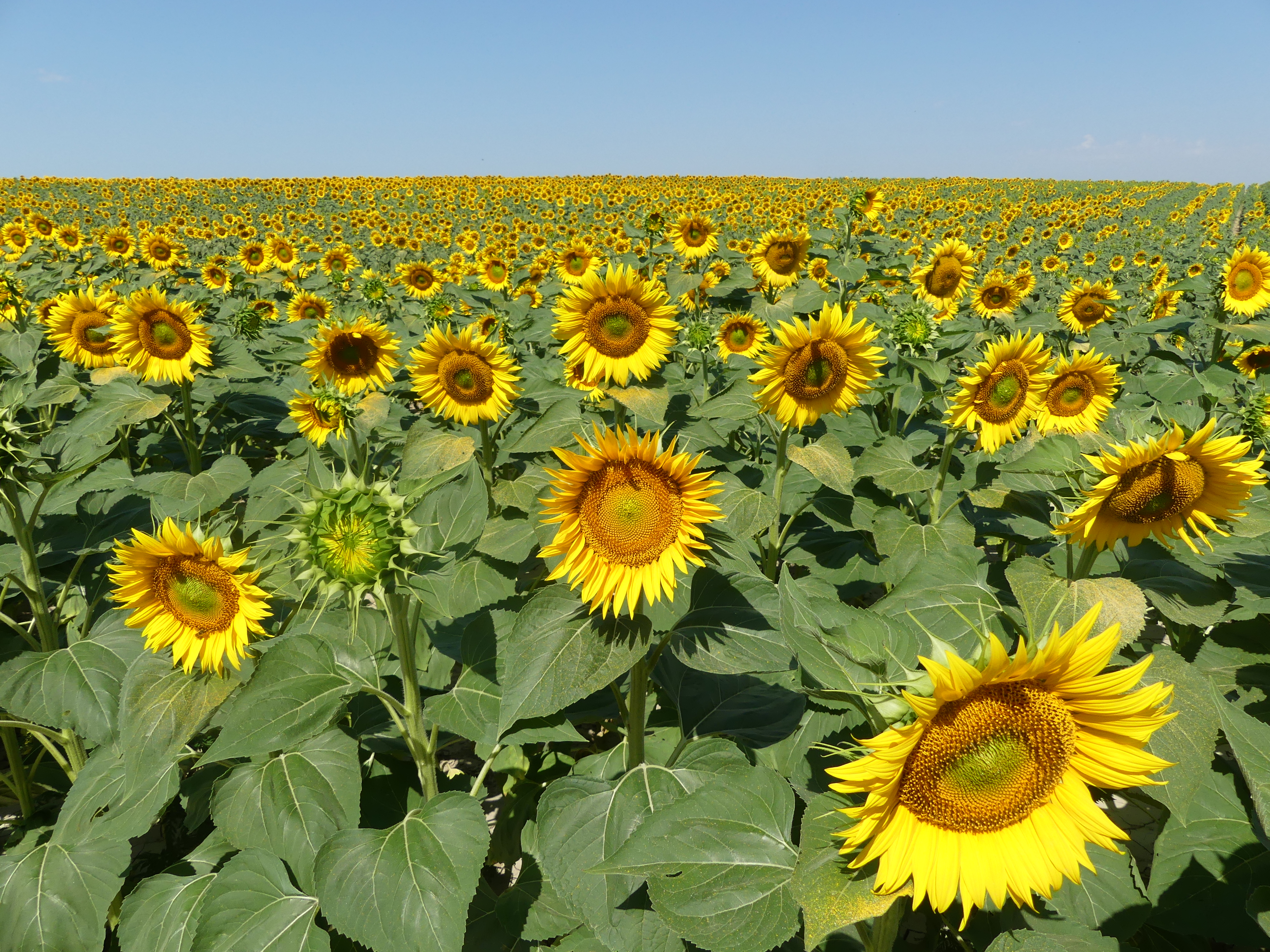
Napraforgó mező a Matacs-hegy alján.
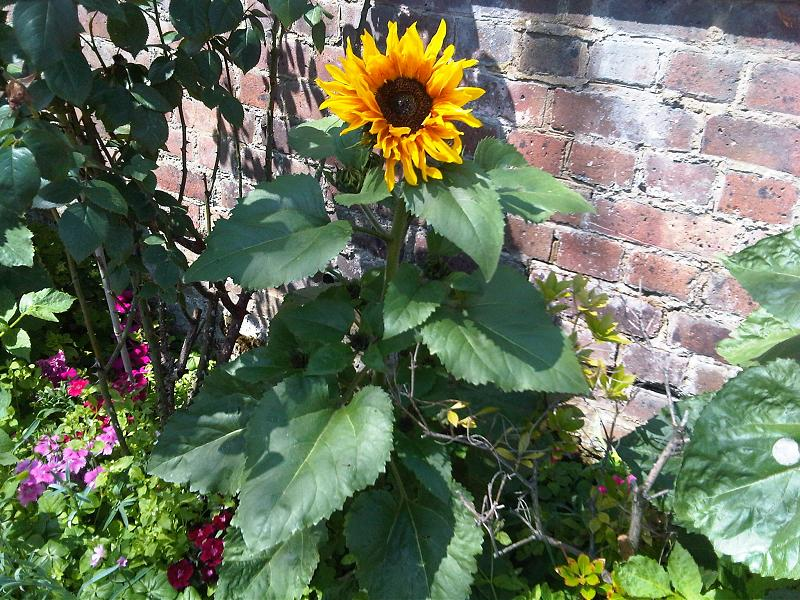
A növény...
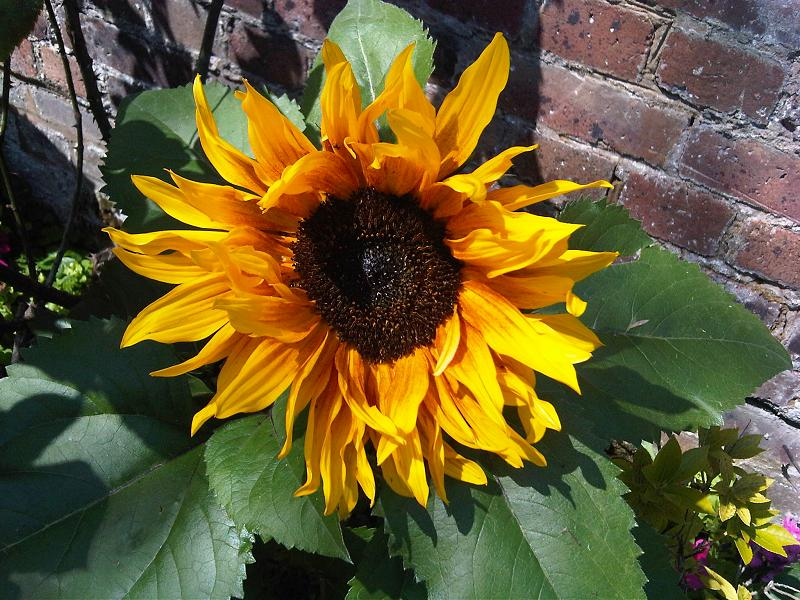
...és virága
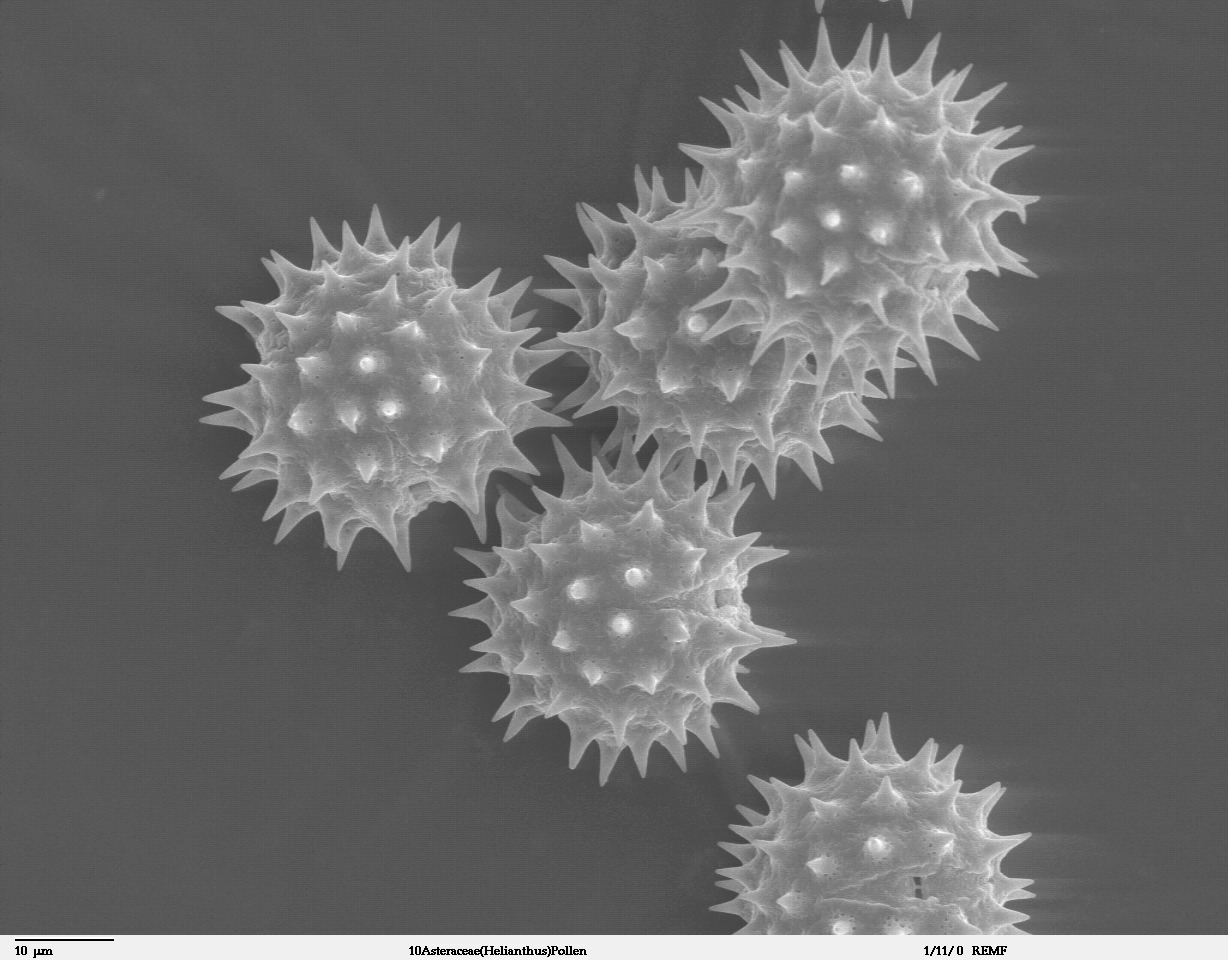
Pollen
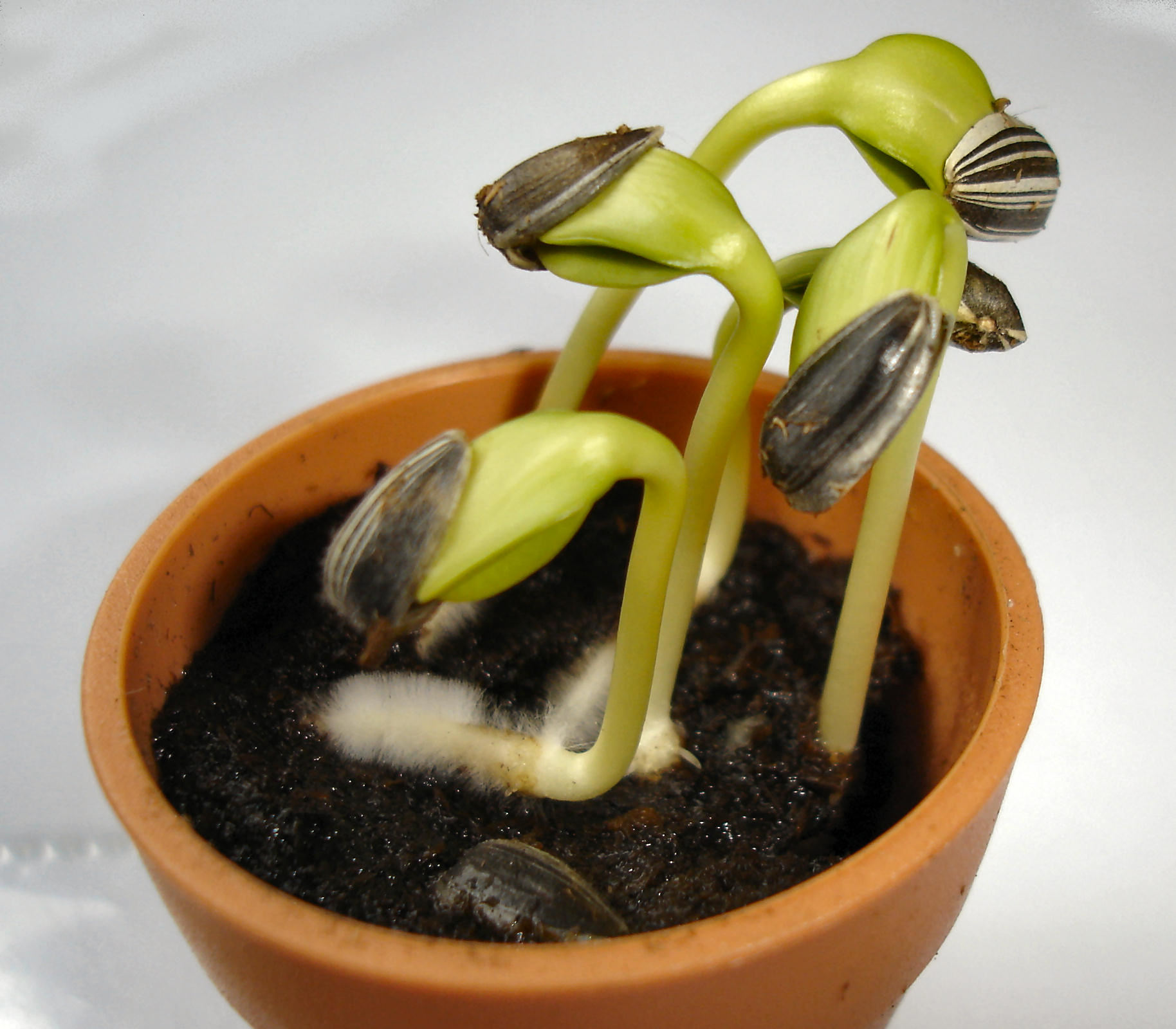
Csíra
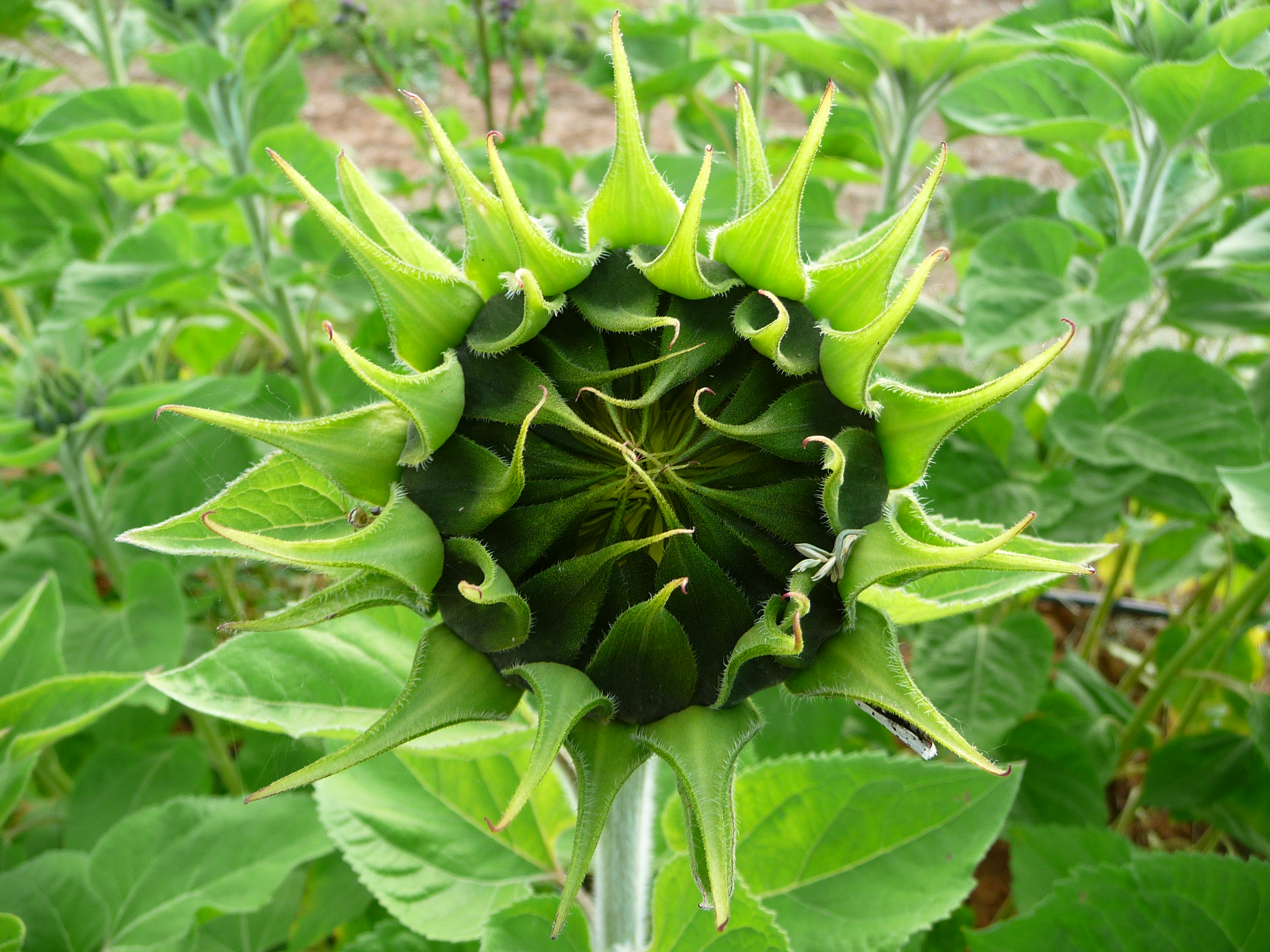
Nyíló virág
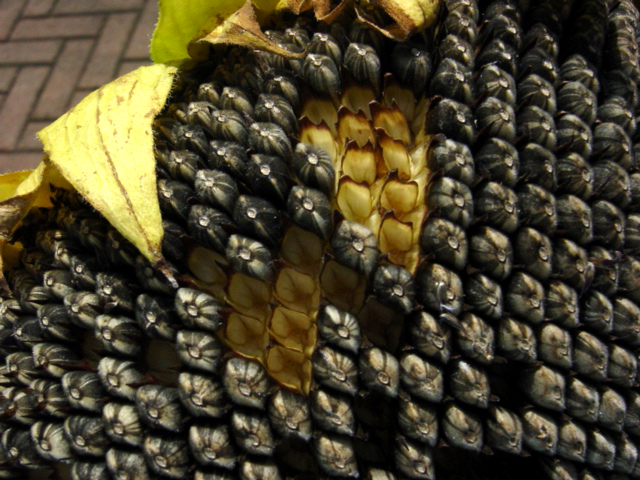
Érett magok